# CD66e
Carcinoembryonic antigen-related cell adhesion molecule 5 (synonym CEACAM5, CD66e) ist ein Oberflächenprotein und Zelladhäsionsmolekül aus der Immunglobulin-Superfamilie.

## Eigenschaften
CD66e ist eines von zwölf Vertretern der CEACAM. Es wird in Adenokarzinomen von Epithelzellen des Verdauungstrakts und in Adenokarzinomen von fetalen Colonzellen gebildet. CD66e bildet Homodimere, ist glykosyliert und besitzt einen GPI-Anker.
Die Adhäsine des Typs Escherichia coli Dr binden an CD66e.